# 萊克維尤 (喬治亞州)
萊克維尤（英語：Lakeview）是一個位於美國喬治亞州卡圖薩縣和沃克縣的城市。

## 地理
萊克維尤的座標為34°58′42″N 85°15′26″W / 34.97833°N 85.25722°W，而該地的平均海拔高度為234米（即768英尺）。

## 人口
根據2010年美國人口普查的數據，萊克維尤的面積為5.90平方千米，當中陸地面積為5.90平方千米，而水域面積為0.00平方千米。當地共有人口4839人，而人口密度為每平方千米820人。